# Per Gustaf Linnerhielm
Per Gustaf Linnerhielm, född 18 december 1796 i Kristbergs socken, Östergötlands län, död 9 november 1875 i Varv och Styra församling, Östergötlands län
, var en svensk godsägare och kammarherre och den siste av den adliga ätten Linnerhielm.
Linnerhielm var ende son till riksgeografen Gustaf Fredrik Linnerhielm och Emerentia Maria, född Egerström. Han utsågs till kammarjunkare 1826 och kammarherre 1837. Han var bosatt på godset Olivehult i Kristbergs socken i Östergötlands län. Han ägde godset 1819-1875.
Linnerhielm var känd för sin excentricitet som bland annat tog sig uttryck i en överdriven sparsamhet. För sina torpare och statare höll han dock generösa julkalas. Det är Linnerhielm som åsyftas i Berit Spongs novell Kammarherrns julkalas, som lästes i radio på trettondagen under 1950- och 60-talen (åtminstone vissa år). Han delade också årligen ut penninggåvor till behövande. Som en av Östergötlands mest sägenomspunna godsherrar uppmärksammas Linnerhielm i ”Kulturarv Östergötland” på Östergötlands museum.
Bouppteckningen visade på 886 000 riksdaler i behållning, en för tiden ofantlig summa. Tack vare hans sparsamhet bevarades på Olivehult äldre inventarier av alla de slag av kulturhistoriskt värde.